# Durchschreibepapier

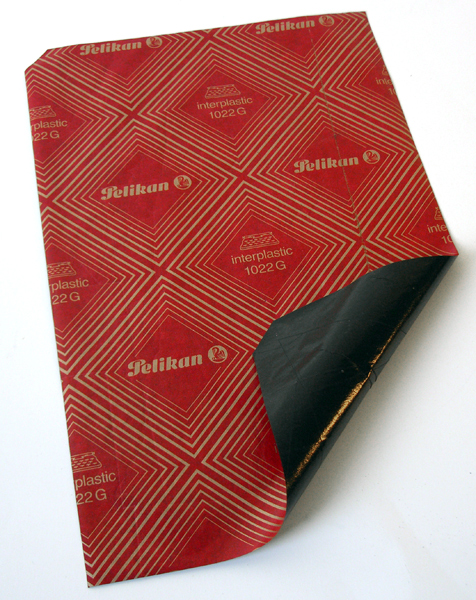
Kohlepapier

Durchschreibepapier, auch Blaupapier, Kohlepapier (englisch carbon paper), Pauspapier oder Durchschlagpapier genannt, wird verwendet, um Schriftstücke in mehrfacher Ausfertigung zu erstellen, häufig um eine Zweitschrift bzw. Durchschrift für einen Beleg anzufertigen.
Teilweise hat die Bezeichnung Durchschreibepapier eine andere Bedeutung: Es wird dabei jenes Blatt beim Durchschreiben bezeichnet, auf dem die Kopie mit einem Durchschlagpapier angefertigt wird. Dieses dünne Papier wird ansonsten als Durchschlagpapier, Transparentpapier oder Florpost bezeichnet. In der Schweiz werden Druckprodukte aus Durchschreibepapier als Garnituren, ansonsten als Durchschreibsatz bezeichnet.

## Verwendung

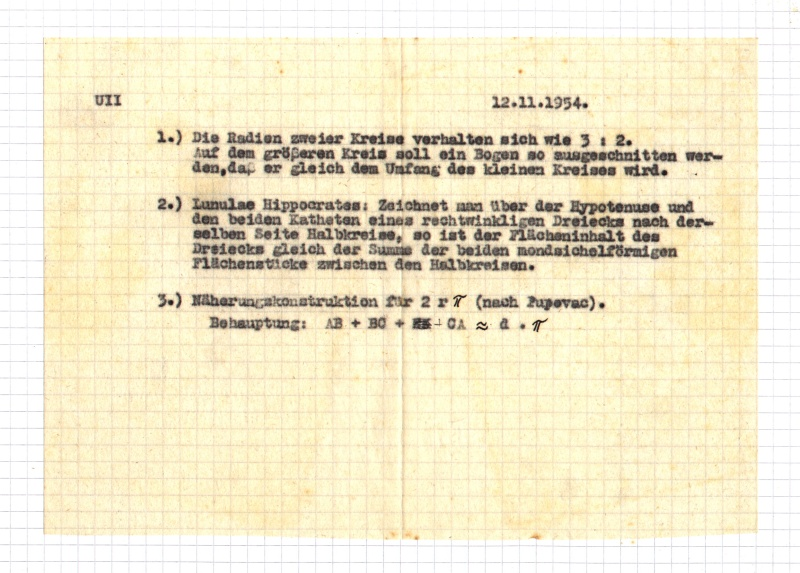
Um möglichst viele Kopien in einem Durchgang herstellen zu können, wurden diese auf besonders dünnem Durchschlagpapier angefertigt (erkennbar am Durchscheinen des daruntergelegten karierten Papiers)

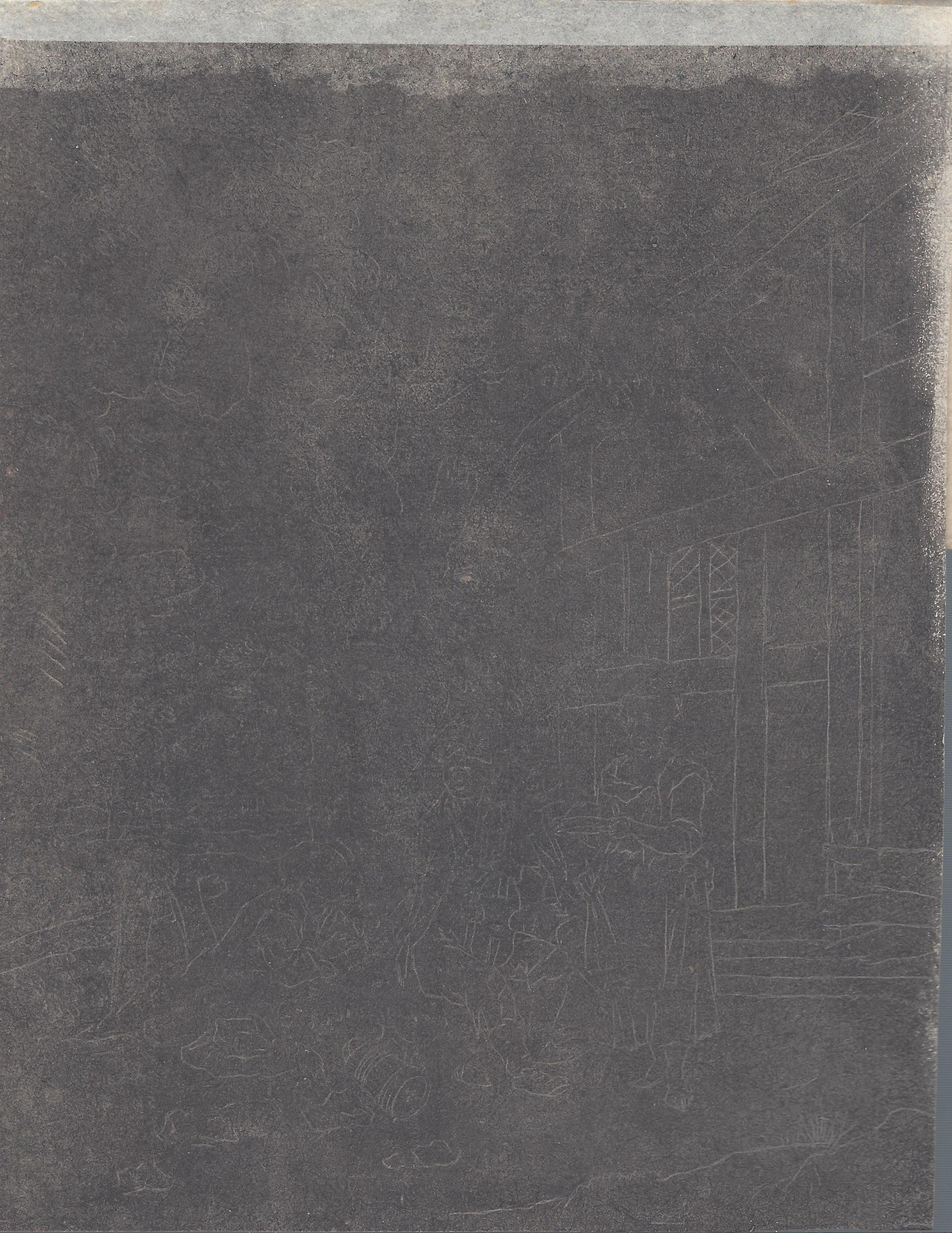
Transparentpapier, rückseitig mit Kohle geschwärzt zum Durchpausen einer Zeichnung

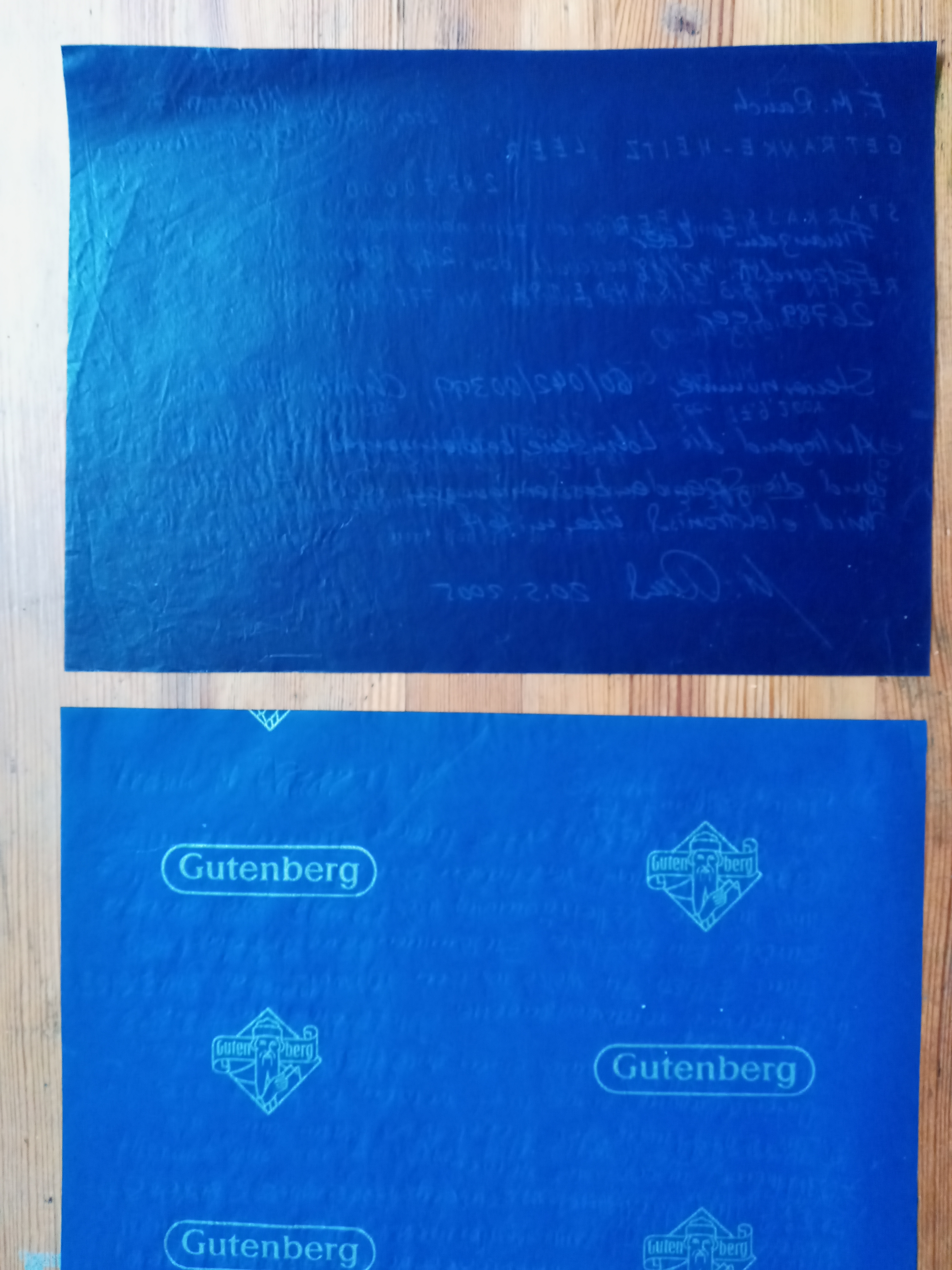
Blaupapier, oben die färbende Seite

Das Kohlepapier oder Blaupapier wird mit der Farbschicht nach unten zur Vervielfältigung unter das Original gelegt, und darunter ein weiteres (oft dünnes) Blatt Papier. Drückt man nun mit dem Stift beim Schreiben auf das oberste Blatt fest genug auf, wird die Farbe auf das unterste Blatt übertragen. Das funktioniert auch mit Nadeldruckern und Schreibmaschinen, welche die Zeichen mit Druck auf das Papier bringen, insbesondere solche mit einem Typenhebel, Typenrad oder Kugelkopf. Auch mehrfache Kopien (Durchschläge) sind möglich, indem jeweils ein Blatt mit dem Farbträger und ein Blatt gewöhnliches Papier untergelegt wird. Die Höchstanzahl der Durchschläge hängt dabei vom Druck und der Dicke der Papiere ab. Um überhaupt ausreichenden Druck (= Kraft pro Fläche) zu erzeugen, muss generell ein hartes Schreibgerät verwendet werden, z. B. ein Kugelschreiber oder Bleistift, während etwa Filzschreiber oder Füllfederhalter nicht geeignet sind.
Meist werden (schwarze) Kohlepapiere für Maschinen-Durchschläge und blau beschichtete Papiere für handgeschriebene Kopien benutzt. Korrekturen sind aufwändig, da sie auf jedem Blatt einzeln ausgeführt werden müssen – das Korrekturband der Schreibmaschine funktioniert nur am Original.
Auch für Zeilendrucker, wie sie in Rechenzentren teilweise noch eingesetzt werden, gibt es Endlospapiersätze, die Durchschreibepapier enthalten. Formularsätze für Nadeldrucker sind unter anderem in Arztpraxen und für die sofortige Belegausfertigung üblich.
Um das Original von der Durchschrift zu unterscheiden, werden häufig unterschiedliche Papierfarben benutzt.

## Geschichte
Weil Computer die Schreibmaschine fast vollständig verdrängt haben und die anzuschließenden Drucker verhältnismäßig preiswert angeboten werden, sind Kohlepapiere und Durchschreibsätze heutzutage kaum und praktisch nur noch für handschriftliche Dokumente in Gebrauch.
Wer das Durchschreibeverfahren erfunden hat, ist nicht bekannt. In den Jahren ab 1801 verwendete Pellegrino Turri, ein italienischer Erfinder, ein Farbpapier für die von ihm selbst gebaute Schreibmaschine. Am 7. Oktober 1806 wurde ein Patent an den Engländer Ralph Wedgwood für einen Apparat zur Verdoppelung von Schriftstücken vergeben (Noctograph), mit dem ein tintengetränktes Papier in Verbindung mit einem Metall-Schreibstift gemeint war. Die Produktion begann er einige Jahre später. Zur Herstellung von Kohlepapier wird vor allem Montanwachs gebraucht.
Blaue Durchpauspapiere wurden mit einer Schicht Indigo-haltigen Stärkekleisters hergestellt. Wegen seiner Farbstärke und Lichtechtheit wurde oft Berliner Blau eingesetzt.

## Selbstfärbende Durchschreibepapiere
Moderne Durchschreibepapiere dienen zur Anfertigung von Kopien ohne einen dazwischen liegenden Kohleschicht- oder Farbträger, z. B. für Rechnungen (ein Drittel des Gesamtverbrauchs), Formulare und Verträge.
Es handelt sich um ein holzfreies Trägerpapier, das mit verschiedenen Chemikalien beschichtet wird. Die Kopie entsteht durch die chemische Reaktion zwischen einem Farbgeber und einem Entwickler. Das Prinzip beruht also darauf, eine Kopie anzufertigen, indem durch den von einem Schreibgerät, einem Computerdrucker oder einer Schreibmaschine erzeugten Druck auf das Papier eine chemische Reaktion zwischen zwei einander ergänzenden Schichten herbeigeführt wird. Die erste, übertragende Schicht, die sogenannte CB-Schicht (Coated Back – beschichtete Rückseite), besteht aus Mikrokapseln, die einen in einem Bindemittel eingelagerten farbgebenden Stoff enthalten. Diese Kapseln mit einem Durchmesser von zehn Mikrometern enthalten z. B. farbloses Kristallviolettlacton. Wird mechanischer Druck auf diese Kapseln ausgeübt, so bersten sie und geben den Farbgeber frei, der von der zweiten, aufnehmenden Schicht, der sogenannten CF-Schicht (Coated Front – beschichtete Vorderseite), absorbiert wird. Diese CF-Schicht besteht aus einer reaktiven Substanz („aktivierter Ton“), die mit dem Farbgeber z. B. zum blauvioletten Triphenylmethanfarbstoff reagiert und ein Abbild erzeugt. Um mehr als nur einen Durchschlag zu erhalten, müssen beidseitig beschichtete Blätter (CFB) genutzt werden, die auf der ihrer Vorderseite (CF) mit der CB-Seite des Vorblattes reagieren und gleichzeitig selbst eine beschichtete Rückseite (CB) besitzen. Die Weiterentwicklung führte zu Thermodruckern, bei denen der Farbstoff durch Hitze freigesetzt wird oder zu farbigen Verbindungen reagiert.

## Klassifikation

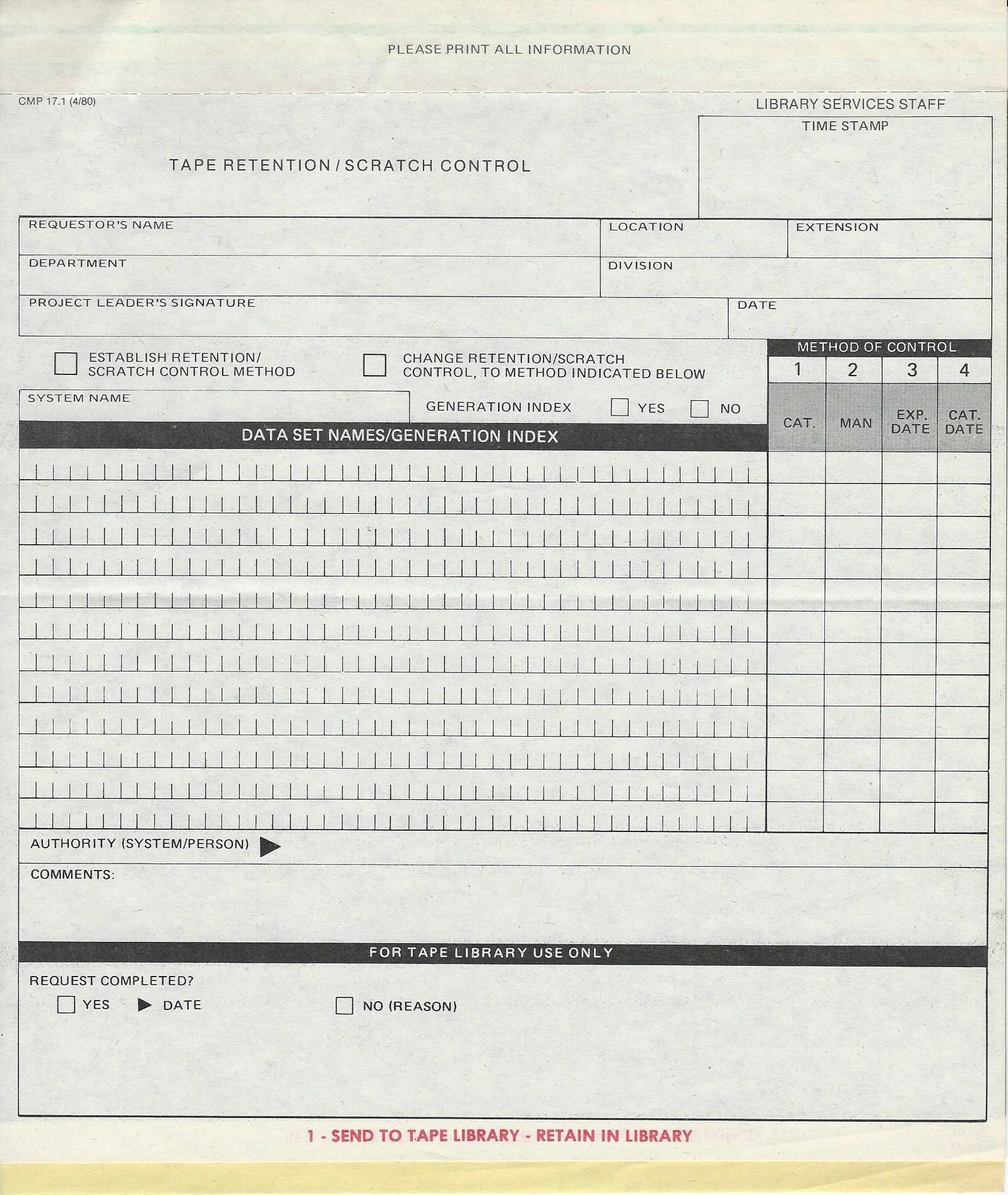
Formularsatz mit mehreren Durchschlägen aus den 1980er Jahren

Es gibt zwei grundlegende Systeme für die Herstellung von Selbstdurchschreibepapier. Das heutzutage vorwiegend eingesetzte System (das bei mehr als
95 % des Selbstdurchschreibepapiers zur Anwendung kommt) besteht darin, den in Mikrokapseln eingeschlossenen Farbstoff und den Entwickler getrennt aufzubringen. Anhand dieses Verfahrens werden drei Arten von Selbstdurchschreibepapier erzeugt:
- CB-Deckblatt (Coated Back – beschichtete Rückseite): Dies ist ein Selbstdurchschreibepapier mit einer übertragenden Beschichtung auf der Rückseite, welche die mit dem Farbgeber gefüllten Mikrokapseln enthält. Diese Sorte von Selbstdurchschreibepapier wird als das oberste Blatt von Formularsätzen verwendet.

- CFB (Coated Front and Back – beschichtete Vorder- und Rückseite): Diese Sorte von Selbstdurchschreibepapier ist auf der Vorderseite mit einer als chemischer Entwickler wirkenden reaktiven Substanz und auf der Rückseite mit Mikrokapseln beschichtet. CFB-Papier wird für das mittlere Blatt oder für eines von mehreren mittleren Blättern von Formularsätzen verwendet. Es ist der zentrale Bestandteil des Satzes, der die Kopie sowohl empfängt als auch weitergibt.

- CF (Coated Front – beschichtete Vorderseite): Diese Sorte von Selbstdurchschreibepapier wird als letztes Blatt von Formularsätzen verwendet und ist nur auf der Vorderseite mit einer reaktiven Substanz und den Mikrokapseln beschichtet, die Farbgeber enthalten. Es wird manchmal auch als SC (selfcontained) bezeichnet. Dies ermöglicht es, fast mit jedem beliebigen Papier und Schreibverfahren (Maschinenschrift oder Handschrift) eine Durchschrift zu erzeugen.

Viele Firmen wie Herlitz (bis April 2015), Pelikan, Zweckform und 3M bieten spezielle Durchschreibsätze an. So gab es von 3M für Schreibmaschinenbenutzer das so genannte (auch eingefärbt erhältliche) Action Paper, das hinter das zu beschriftende Original aus Normalpapier in die Schreibmaschine eingespannt werden konnte. Im Gegensatz zum vorgenannten beschichteten Papier (Ober-, Mittel- und Unterblatt) enthielt das Material Mikrokapseln, die durch den Druck während des Schreibvorganges (auch handschriftlich) zerstört wurden und sich unter Sauerstoffkontakt verfärbten. Das funktionierte auch mit Einzelblättern als Durchschlag, bis zu drei gut lesbare Kopien konnten so in einem Arbeitsgang angefertigt werden.

## Ähnliches
Ebenfalls zur Herstellung der Kopie eines Originals wird das Transparentpapier (Pauspapier) verwendet, allerdings erfolgt das Erstellen einer Kopie hier nicht gleichzeitig beim Erstellen des Originals, sondern zu einem späteren Zeitpunkt. Das auf das zu kopierende Objekt gelegte Pauspapier enthält nach dem Durchzeichnen selbst die Kopie des Originals.
Der Begriff Blaupause wird manchmal synonym verwendet.
Im Bereich der Schneiderei oder Näherei wird ein dem Durchschreibepapier ähnliches Papier verwendet, das so genannte Kopierpapier.

## Trivia
- Um die Verwendungsdauer des Kohlepapiers zu verlängern, das kriegsbedingt knapp war, empfahl die Reichsbahndirektion Mainz 1944, die darauf noch vorhandene restliche Beschichtung mit einem zusammengeballten Stück alten Durchschlagpapiers gleichmäßig und nicht allzu kräftig zu verreiben.[9]

- Ein Problem stellt die Entsorgung von Kohle- und Blaupapier dar, weil es nicht zum „normalen“  Altpapier genommen werden sollte und es ab den 1960er Jahren dafür keine Verwerter mehr gab.[10]

- Bei E-Mails können neben den eigentlichen Empfängern auch Kopien der Nachricht an weitere Empfänger im CC-Adressfeld gesendet werden. „CC“ steht dabei für den englischen Begriff Carbon Copy, also eine mithilfe von Kohlepapier hergestellte Kopie.